# Lágia (Grèce)
Pour l’article homonyme, voir Lágia (Chypre).
Lágia ou Láyia (en grec moderne : Λάγια) est un village du dème du Magne-Oriental, dans le district régional de Laconie, en Grèce

## Communauté locale de Lágia
Lágia est le siège d'une communauté locale s'étendant sur le sud-est du Magne jusqu'au cap Matapan.
Les principaux villages de la communauté locale de Lágia sont:
- Ágios Kyprianós,  Άγιος Κυπριανός
- Akrogiáli, Ακρογιάλι
- Dimarístika, Διμαρίστικα
- Kenoúrgia Chóra, Καινούργια Χώρα
- Kokkinógia, Κοκκινόγεια
- Korogoniánika, Κορογονιάνικα
- Lágia, Λάγια
- Marmári, Μαρμάρι
- Pórto Kágio, Πόρτο Κάγιο